# Dionisij
Dionisij (in russo Дионисий?; 1440 – 1510 circa) è stato un pittore russo.

## Biografia
Monaco vissuto a cavallo fra il XV e il XVI secolo, era considerato il massimo pittore russo di icone della sua epoca (ne dipinse anche per la Cattedrale di Mosca), anche se non se ne conoscono a lui attribuibili con certezza. Fu anche noto ed affermato affrescatore. Lavorò infatti al Monastero di S. Pafnuzio a Borovsk, all'iconostasi della Cattedrale di Rostov. Tra il 1500 e il 1501 affrescò l'interno del Monastero di Ferapontov: è questo il suo unico lavoro ad essere arrivato ai tempi moderni, anche se è attribuibile in parte alla sua bottega.